# Rise of the Tomb Raider
Rise of the Tomb Raider je pokračování akční adventury Tomb Raider, restartu série Tomb Raider. Hra byla vydána 10. listopadu 2015 pro Xbox One a Xbox 360, 28. ledna 2016 pro Microsoft Windows a 11. října pro PlayStation 4. První upoutávka byla k vidění na Electronic Entertainment Expo 2014. Hra obsahuje jako předchozí díl RPG prvky.
V březnu 2018 vydala společnost Feral Interactive hru pro Linux a macOS, datum vydání verze pro Google Stadia byl nastaven na listopad 2019.[potřebuje aktualizovat]
Vývojáři plně využili potenciál nových konzolí. Místa, která lze navštívit, jsou třikrát větší než v minulém díle. Roli Lary Croft opět ztvárnila britská herečka Camilla Luddingtonová, která hře propůjčí svůj hlas i postavu.

## Hratelnost
Rise of the Tomb Raider je akční adventura hraná z pohledu třetí osoby, ve které hráči ovládají postavu Lary Croft, jež se vydává objevit bájné město Kitěž. Boj je hlavní mechanikou hry. Lara má k dispozici velké množství zbraní (včetně útočných pušek, brokovnic a pistolí), z nichž některé mají alternativní režim střelby. Hráči mohou během hraní využívat také stealth mechanik, kdy pomocí luků a šípů potichu likvidují nepřátele, odvádějí jejich pozornost nebo se schovávají v křoví, aby se jim vyhnuli. Lara může k boji s nepřáteli využívat prostředí, například střílet do výbušných sudů, strhávat provazem omotané stavby pomocí speciálních šípů nebo přepadávat nepřátele z vyvýšeného místa. K boji zblízka může používat také cepín a bojový nůž. Za plnění úkolů a vedlejšího obsahu a likvidaci nepřátel získávají hráči zkušenostní body (XP). Když nasbírají dostatečné množství XP, zvýší si tím úroveň a získají dovednostní body, jež mohou utratit ve třech dovednostních stromech: Brawler, Hunter a Survivor. Brawler zlepšuje Lařinu schopnost zacházet se zbraněmi a dává jí dovednosti, jako je získávání šípů z mrtvol a lepší muška. Dále také zvyšuje její odolnost proti útokům a odemyká nové bojové dovednosti, jako je například zabíjení při úhybu. Hunter jí dává výhodu při průzkumu prostředí a lovu zvířat. Survivor zahrnuje širokou škálu dovedností od výroby zápalných bomb po kladení nástražných pastí. Lara se učí nové jazyky, což jí umožňuje objevovat relikvie (například mince), které lze měnit za nové vybavení.

## Příběh
Příběh hry se odehrává po událostech z předchozího dílu Tomb Raider. Organizace Trinity se snaží zakrýt vše, co Lara Croft zažila na nadpřirozeném ostrově Jamatai. Aby Lara dokázala, že nepřišla o rozum, stává se posedlou po odhalení všech mýtů z celého světa. Rise of the Tomb Raider popisuje osudy Lary Croft a Jonaha Maiava v jejich pátrání po starověkém městě Kitěž na Sibiři, které bylo postaveno v 13. století, a jak Lara věří, skrývá tajemství k nesmrtelnosti. V závodě s Trinity, dobře financovanou organizací zajímající se o nadpřirozeno, musí Lara bojovat s lidmi, zvěří a přírodou, pokud chce najít pravdu, skrývající se za mýty a stát se tím, kým je předurčena se stát.